# Bernat Despuig

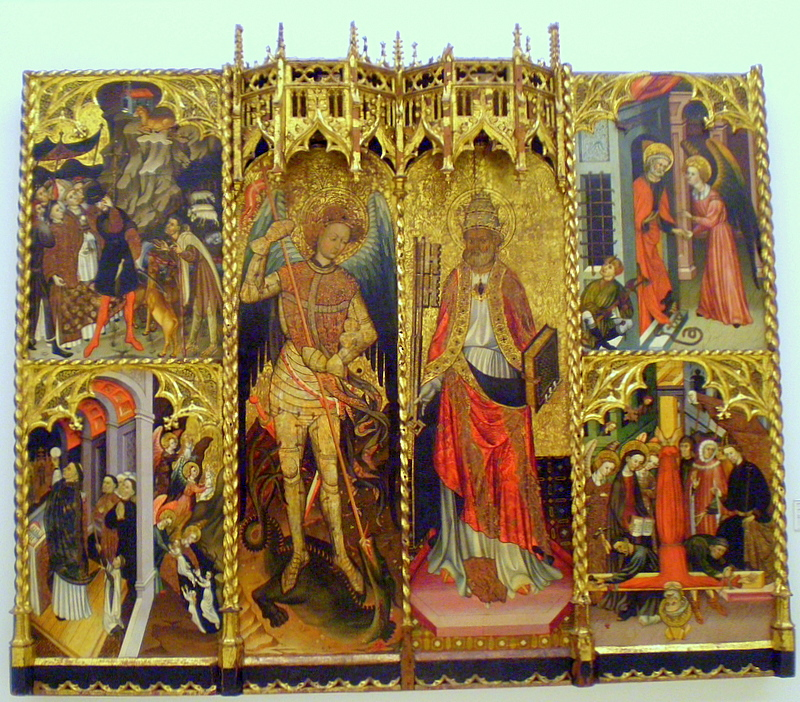
Retablo de San Miguel de la Seo de Urgel.

Bernardo Despuig (documentado a partir de 1383 y muerto en Barcelona en 1451) fue un pintor gótico catalán, colaborador de Jaume Cirera, con quien trabajó durante el segundo cuarto del siglo XV. Su obra conjunta Lucha entre ángeles y demonios se encuentra expuesta actualmente en el Museo Nacional de Arte de Cataluña.

## Obra
- Retablo de San Pedro y San Miguel Arcángel (1432 - 1433) para la iglesia de Sant Miguel de la Seo de Urgel en colaboración con Jaume Cirera.
- Retablo de San Juan Bautista y San Miguel (primera mitad del siglo XV), en San Lorenzo de Morunys, en colaboración con Jaume Cirera.

- Datos: Q8246943
- Multimedia: Bernat Despuig / Q8246943